# Flora-asteroid
För andra betydelser, se Flora.

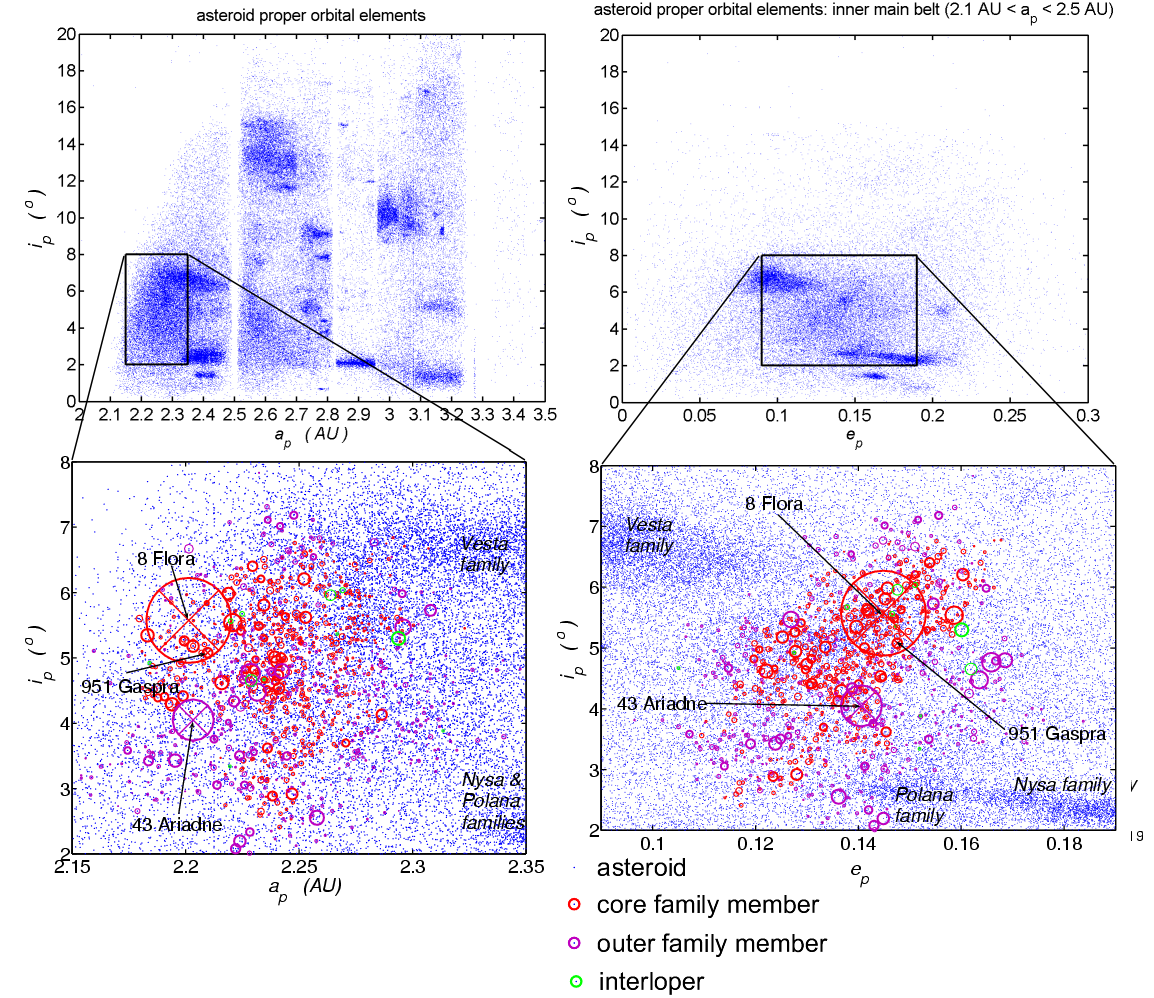
Flora-familjens struktur och plats inom asteroidbältet.

Flora-asteroiderna, eller Flora-familjen, är en stor grupp stenasteroider (S-typ) som befinner sig i den innersta Kirkwoodluckan i asteroidbältet. Det är en av de största asteroidfamiljerna med mer än 13000 kända medlemmar, eller 3,5 procent av huvudbältets totala massa.
Flora-asteroiderna befinner sig på ett perihelieavstånd av ungefär 2,17 AU med ett aphelieavstånd av ungefär 2,33 AU.
Familjen har fått namn efter sin största medlem, 8 Flora, en ljus asteroid som har ungefär 85 procent av asteroidfamiljens totala massa. Merparten av den övriga massan återfinns hos asteroiden 43 Ariadne.